# Akademija medicinskih znanosti Hrvatske
Akademija medicinskih znanosti Hrvatske, hrvatsko društvo izabranih znanstvenika. Promiče medicinske znanosti radi unaprjeđenja narodnog zdravlja. Samostalna je pravna osoba, neovisna o državnim ustanovama i ne bavi se stjecanjem dobitka. Djeluje na području Republike Hrvatske, a sjedište joj je u Zagrebu. Osnovana je 1961. g. u krilu Hrvatskoga liječničkog zbora kao Komisija za znanstveno-istraživački rad Glavnog odbora Hrvatskog liječničkog zbora. Promijenila je ime 1971. godine u Medicinsku Akademiju Zbora. Od Hrvatskoga liječničkog zbora odvojila se 1983. godine i postala je samostalnom udrugom - Akademijom medicinskih znanosti Hrvatske. Članovi Akademije mogu biti redoviti, suradni, dopisni i počasni. Skupština svih članova je vrhovno upravno tijelo Akademije. Senat je najviše savjetodavno i suradno tijelo Glavnog odbora. Kolegiji su radna tijela Akademije za glavna znanstvena područja medicine. U Kolegijima postoje i odbori za ciljanu specijalnu problematiku. Skuština svake četvrte godine bira predsjednika Akademije, nove članove, članove Senata, članove Glavnog odbora, Nadzorni odbor i Časni sud, i na njoj se unaprijeđuju dosadašnji članovi. Akademija može imati 300 redovitih, 50 suradnih članova i 15 dopisnih. Ukupni broj članova Akademije je 329, a sveukupan broj smije biti do 365 članova. Akademija djeluje kroz Senat i Kolegije. AMZ ima osam kolegija: internističkih, temeljnih medicinskih, psihijatrijske, stomatoloških i farmaceutskih znanosti, javnog zdravstva i veterinarske medicine.
Akademija objavljuje godišnji izvještaj o svom radu Ljetopis, časopise Acta medica croatica, Socijalna psihijatrija, Croatian Medical Journal (indeksiran u Current Contents) i Rezistencija bakterija na antibiotike u RH - godišnje izvješće.

## Vanjske poveznice
- Statut Akademije medicinskih znanosti Hrvatske  Arhivirana inačica izvorne stranice od 1. rujna 2018. (Wayback Machine)